# Castell Sforza
El Castell Sforza (en italià: Castello Sforzesco) és un castell que està al barri vell de Milà, Itàlia, i que actualment alberga uns museus d'art de diverses temàtiques. La construcció original en el lloc va començar en el segle xiv pels Visconti. El 1450, Francesco Sforza va començar a reconstruir-lo, i encara va ser més modificat per generacions posteriors.
Constituït per un gran parc a nord de l'edifici, el parc Sempione, té una planta quadrada, amb el costat d'uns 200 metres i quatre torres angulars. En el curs de la seva història ha patit diverses temptatives de destrucció i s'ha reconstruït en diverses ocasions.

## Història

### La família Visconti

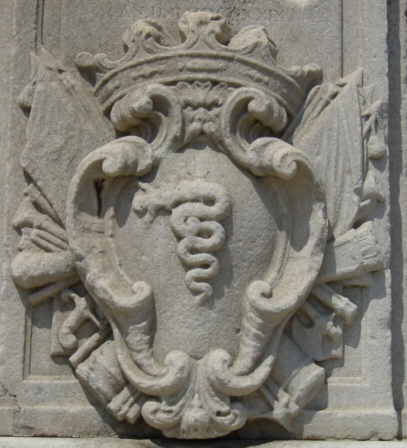
Escut dels Visconti al Castell

La construcció original va ser una iniciativa, el 1358, de la família Visconti, segons els desigs de Galeàs II Visconti. Aquest castell era conegut com a Castell de la Porta Giova (o Porta Zubia), pel nom d'una antiga porta propera d'entrada a la ciutat. La construcció va concloure quasi una dècada més tard quan es va convertir en un castell de planta quadrada amb 200 metres de costat, quatre torres a les cantonades i murs de 7 metres de gruix.
Galeàs II Visconti va morir el 1378 estant el seu fill Joan Galeàs Visconti que el va succeir en el tron i aviat es va demostrar ambiciós i sanguinari. El seu entusiasme de patrocini va portar a la creació de valuoses obres arquitectòniques com la Certosa di Pavia, la Catedral de Milà i l'ampliació de la fortalesa de Porta Giovia. El castell va ser la residència principal de la família Visconti i va ser destruït per l'efímera República Ambrosiana Dorada que els va enderrocar el 1447.

### La família Sforza

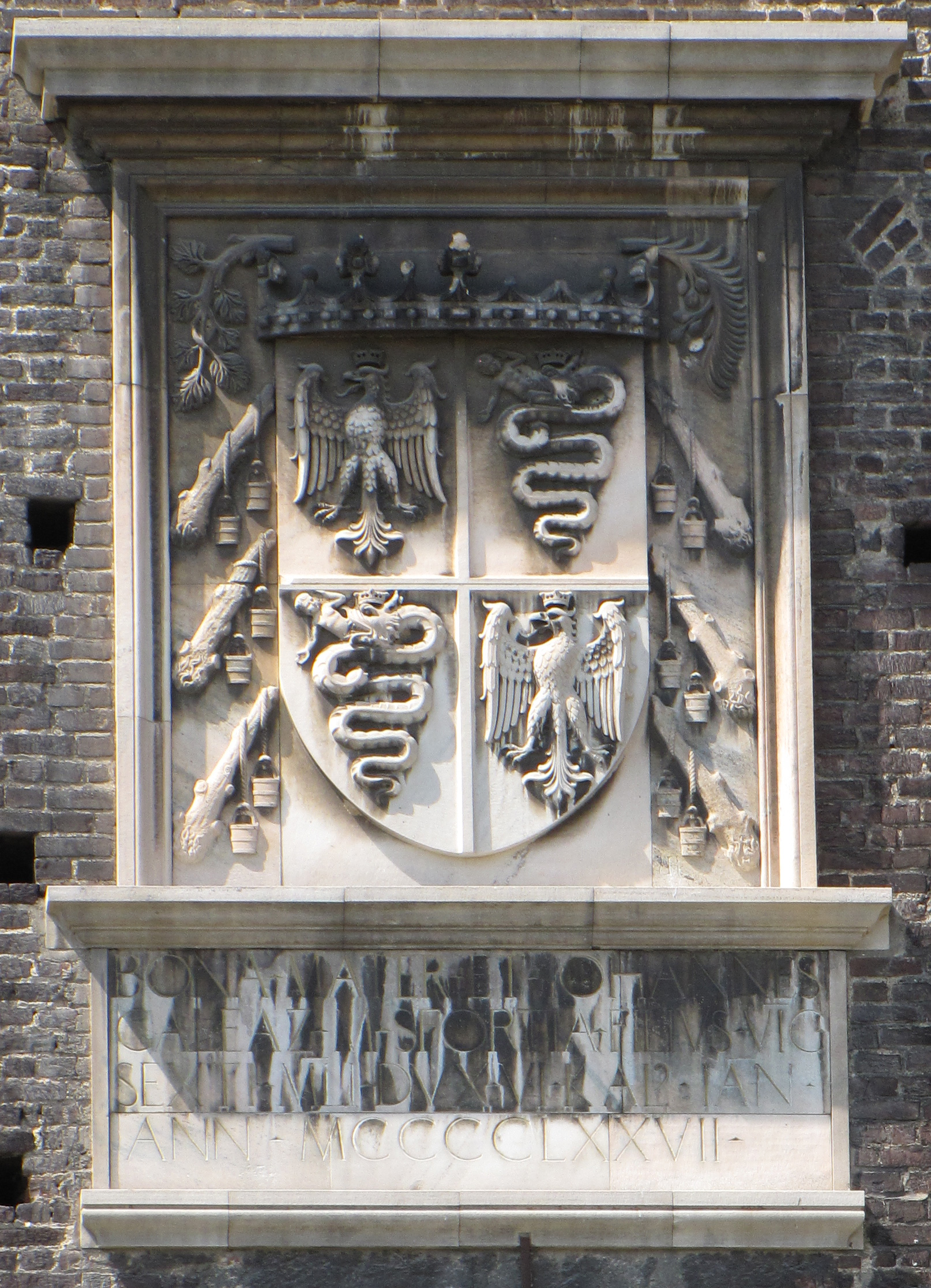
Escut dels Sforza al Castell

El 1450, Francesc I Sforza, una vegada que va vèncer els republicans, va començar la reconstrucció del castell per convertir-ho en la seva residència. L'any 1452 va contractar l'escultor i arquitecte Filarete per dissenyar i decorar la torre central que continua coneguda com a Torre de Filarete. Després de la mort de Francesco, la construcció va ser continuada pel seu fill Galeàs Maria, sota la direcció de l'arquitecte Benedetto Ferrini. La decoració va ser executada per pintors locals. Durant la regència de Bonna de Savoia, el 1476, es va construir la torre amb el seu nom.
El 1494 Ludovico Sforza es va convertir en Duc de Milà i va trucar nombrosos artistes per decorar el castell. Leonardo da Vinci va fer frescs en diverses cambres, en col·laboració amb Bernardino Zenale i Bernardino Butinone i Donato Bramante va pintar frescs a la Sala del Tresor; la «Sala della Balla» va ser decorada amb accions de la vida de Francesco Sforza. Al voltant de 1498, Leonardo da Vinci va treballar en el sostre de la «Sala delle Asse», pintant decoracions amb motius vegetals. Als anys següents, tanmateix, el castell va ser fet malbé per atacs de tropes italianes, franceses i alemanyes. Es va agregar un bastió, conegut com a tenaglia, potser dissenyat per Cesare Cesarino. En el període de Ludovic el Moro des de 1494 fins a 1499, el Castell es va tornar en una de les corts més luxoses de l'època amb la presència d'aquests importants artistes.

### Dominis dels francesos, espanyols i austríacs

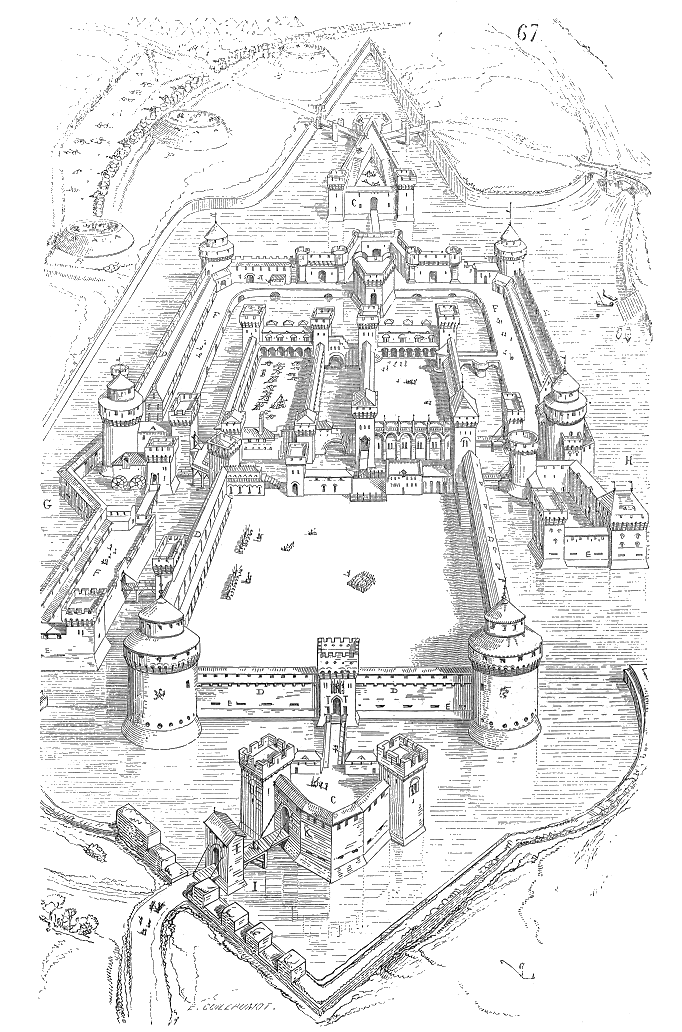
El castell al segle XVI

Després de la victòria francesa a la batalla de Marignano el 1515, el derrotat Maximilià Sforza, els seus mercenaris suïssos i el cardenal bisbe de Sió es van retirar al castell. Tanmateix, el rei Francesc I de França va continuar a Milà i els seus soldats van col·locar mines sota els fonaments del castell, amb la qual cosa els defensors es van retre. El 1521 la Torre del Filarete va explotar durant un període en el qual va ser utilitzada com a dipòsit d'armes. Quan Francesc II Sforza va reprendre breument al poder a Milà, va tenir la fortalesa restaurada, ampliada i parcialment adaptada com a residència per a la seva esposa, Cristina de Dinamarca.
Sota la dominació espanyola, el castell es va convertir en una ciutadella i la seu del governador Antonio de Leyva es va traslladar al Palau Reial (1535). La seva guarnició, dirigida pels espanyols va canviar de 1.000 a 3.000 homes. El 1550 es van iniciar els treballs per adaptar el castell a una fortificació més moderna realitzant-lo com un hexàgon -originàriament era un pentàgon- en forma traça italiana -d'estrella-, després de l'addició de 12 bastions. Les fortificacions externes van assolir 3 quilòmetres de longitud i van cobrir una superfície de 25,9 hectàrees. El castell va romandre en ús com una fortalesa també després que els espanyols van ser substituïts pels austríacs sota el mandat del general Eugeni de Savoia.

### Dominació napoleònica i el «Foro Bonaparte»

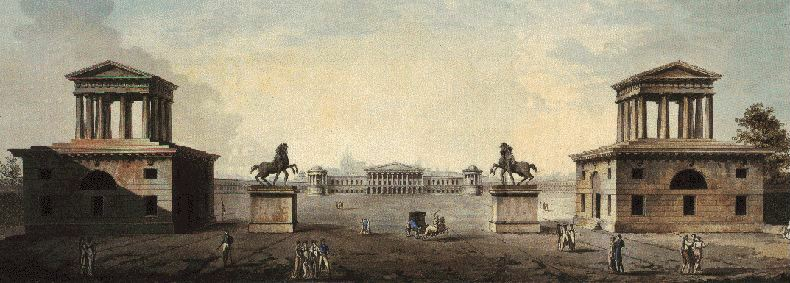
Proyecte de Antolini (costat cap a Milà)

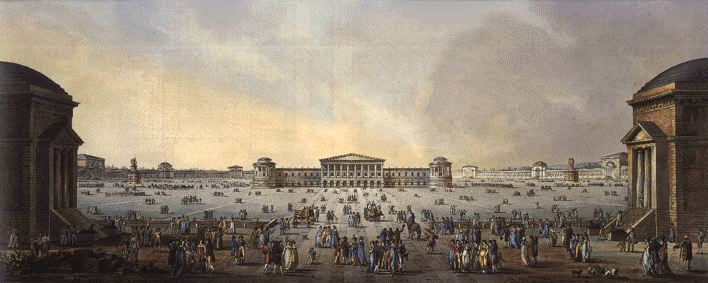
Proyecte de Antolini (costat de la Porta Sempione)

La major part de les fortificacions exteriors van ser demolides durant el període de la dominació napoleònica a Milà sota la República Cisalpina. Per decret del 23 de juny de 1800 Napoleó va ordenar, de fet, la demolició total, va ser realitzada a partir de 1801 en la totalitat dels bastions espanyols i només part de les torres laterals.
El projecte per al nou «Foro Buonaparte» realitzat per Giovanni Antonio Antolini el 1801, va preveure que, prop del nucli supervivent del Castell Sforzesco, seu del govern republicà, es construís una imponent columnata dòrica, l'arquitectura implicava la construcció d'una gran plaça circular de 520 metres de diàmetre, en el centre de la qual s'hauria de trobar el Castell Sforzesco i al voltant els edificis de serveis públics, com ara l'ajuntament, els banys, el museu, la duana, la borsa de valors, el panteó i una sala d'actes pública. A causa dels alts costs i el caràcter revolucionari de la proposta per al Foro, el projecte mai no es va realitzar, a més a més Napoleó va considerar que era una obra massa ambiciosa per a una ciutat de la mida de Milà. La idea de la creació del Foro Bonaparte no es va abandonar per complet i un nou projecte li va ser confiat a Luigi Canonica que ho va modificar completament i va dissenyar una zona en particular per a residències privades i un pati d'armes.

### Després de Napoleó

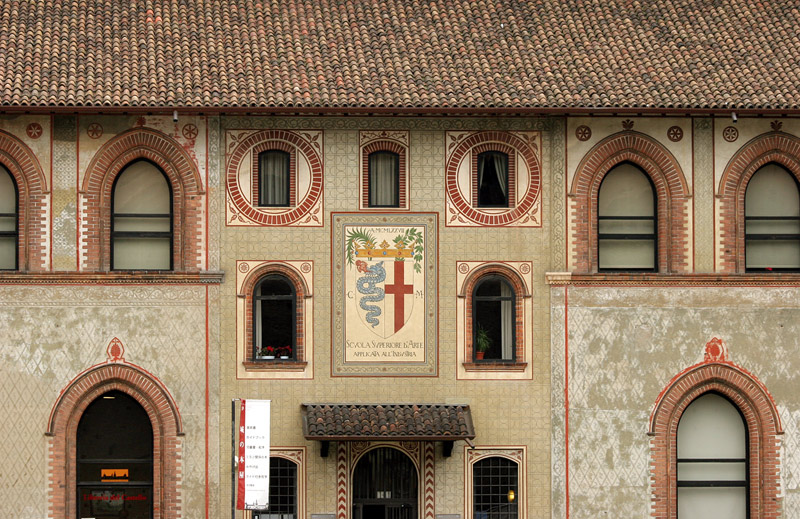
Façana interna, obra de Luca Beltrami

El 1815 Milà junt amb el Regne Llombardovènet van ser annexionats a l'Imperi d'Àustria sota el domini dels austríacs i sota el comandament del general Heinrich Johann Bellegarde. El castell enriquit amb patis, passatges, masmorres i fossats es va fer tristament cèlebre durant la revolta dels milanesos de 1848, coneguda com a Cinque giornate di Milano (Cinc dies de Milà), el general Joseph Radetzky va donar ordre de bombardejar la ciutat amb els seus propis canons. Durant els tràgics esdeveniments de les guerres per la unificació italiana, els austríacs es van retirar per un temps i els milanesos van aprofitar l'oportunitat per desmantellar part de les defenses del castell. Quan l'any 1859 Milà estava a les mans de la Casa de Saboia i el 1861 forma part del Regne d'Itàlia la població va envair el castell, robant i saquejant en senyal de venjança.
Uns vint anys més tard el castell va ser objecte de debat perquè molts milanesos van proposar derrocar-ho per oblidar els segles de jou militar i sobretot per poder construir un barri residencial. Tanmateix va prevaldre la cultura històrica i l'arquitecte Luca Beltrani va dissenyar una restauració massiva, quasi una reconstrucció, que va tenir per objecte tornar al castell a l'arquitectura dels temps dels Sforza. La restauració es va acabar el 1905, quan es va inaugurar la Torre de Filarete,reconstruïda sobre la base de dibuixos del segle xvi i dedicada al rei Humbert I d'Itàlia, que havia estat assassinat uns anys abans.

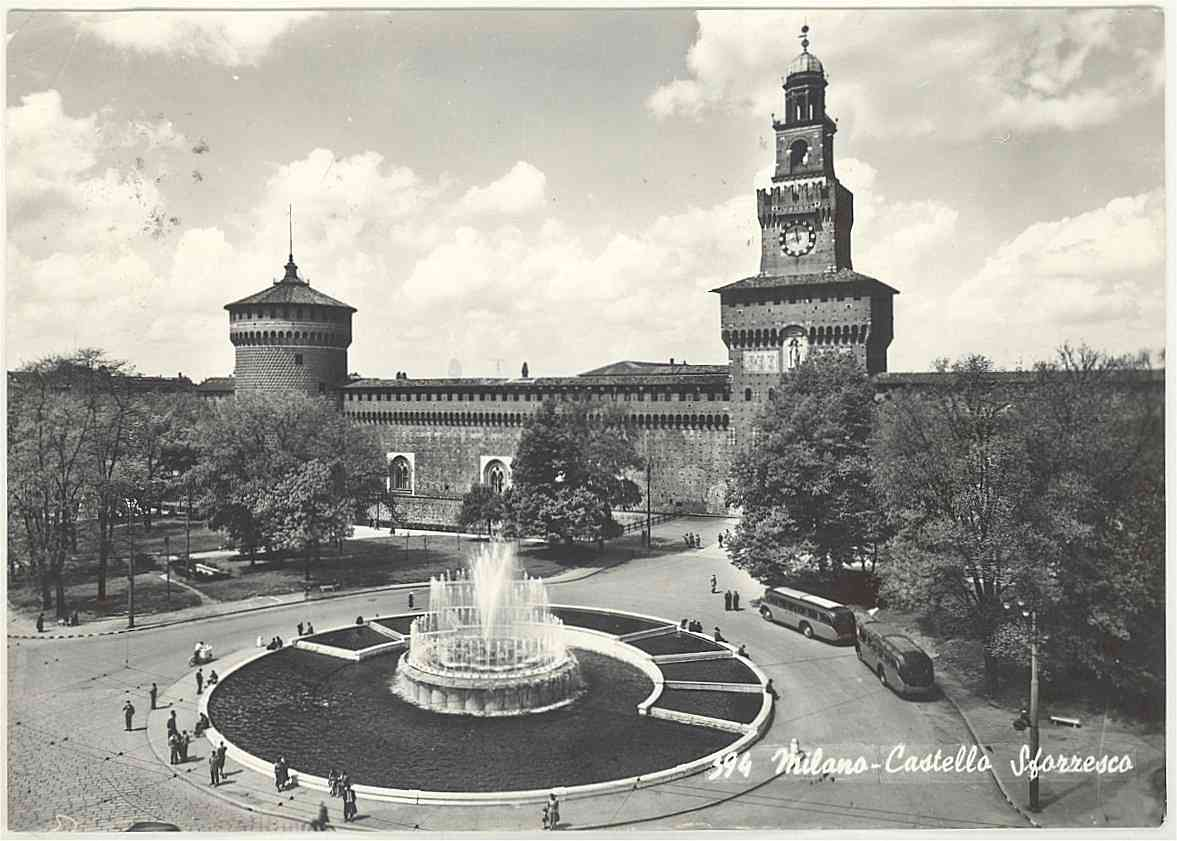
El castell l'any 1958

### Segle XX
Durant el segle xx, el castell va ser danyat i restaurat després de la Segona Guerra Mundial; als anys noranta va ser construïda a la plaça del castell una gran font d'inspiració en una instal·lada prèviament al mateix lloc i que va ser desmuntada als anys seixanta, durant les obres per a la construcció de la primera línia de metro i no va ser refeta després del final de l'obra.

### Canvis recents
Es va acabar l'última renovació de patis i passadissos l'any 2005.
Van ser aprovats per la ciutat de Milà l'any 2009 dos projectes per a la reestructuració del Castell Sforzesco, que seran completats el 2015. El projecte implica l'ús de quasi 9 milions d'euros, amb la renovació de les façanes de la Corte Ducale, el Cortile della Rocchetta, la Cortina Sud, el cobriment de la Corte Ducale. La reestructuració actuarà de forma conservadora, seran estucades les parets deteriorades del castell, integrades les parts que falten i cobertes amb materials que garanteixin la seva protecció; el projecte de renovació preveu la recuperació de les pintures murals cobertes de guix durant molts anys. La segona operació, que suposa una inversió d'1.109.600 d'euros, consta de la restauració d'espais externs i la reparació de les teulades.

## Descripció

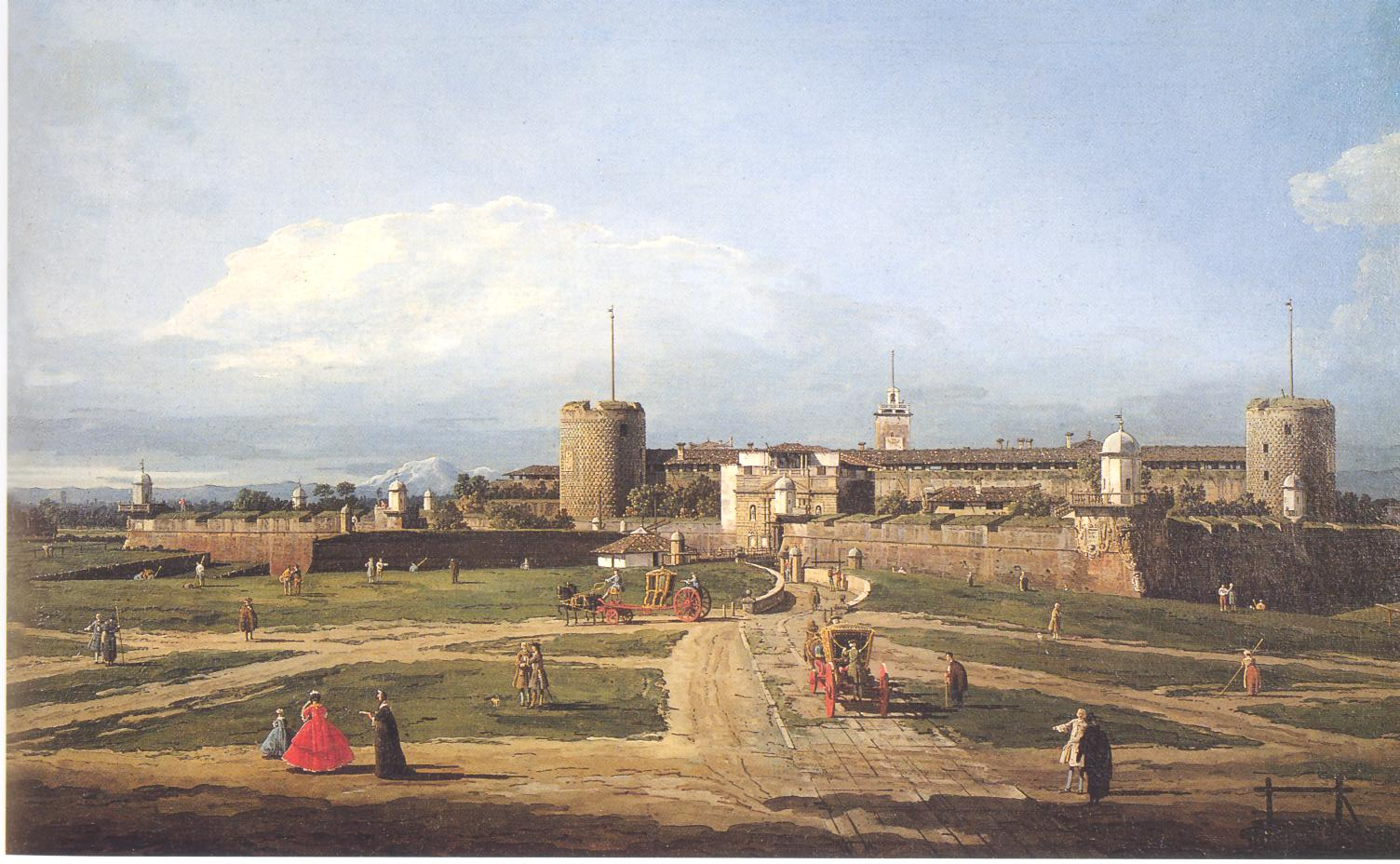
Pintura de Bernardo Bellotto, Castello Sforzesco di Milano, (1750),

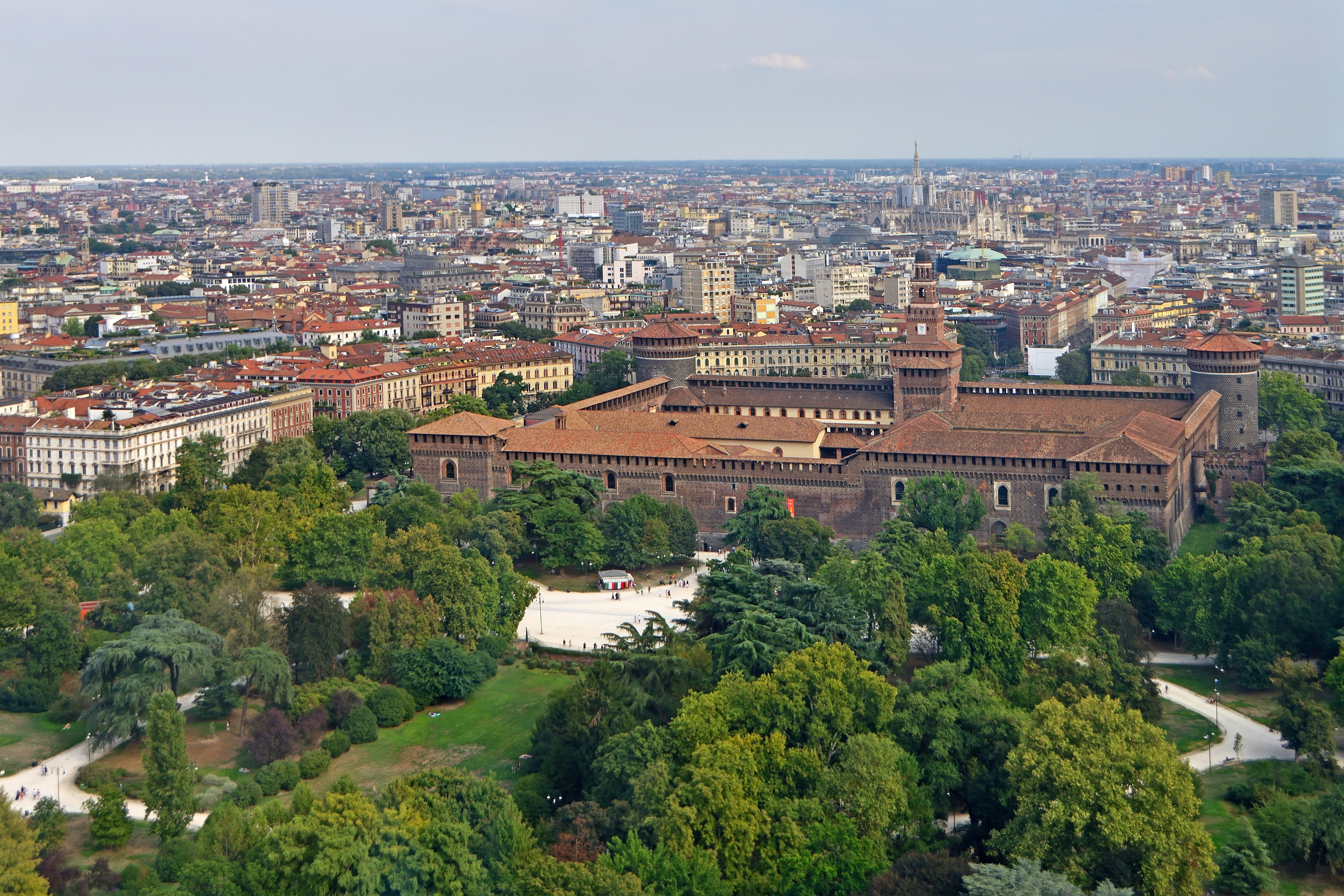
Vista del Castell Sforzesco. Façana posterior.

Destruïts, com s'ha dit, al segle xix, els murs exteriors de la fortificació, anomenats "Ghirlanda", el que avui es veu del castell és la part més antiga de l'edifici pertanyent al segle xiv. Aquesta estructura té una planta quadrada dos-cents metres de longitud per costat. Les quatre cantonades estan formades per torres, cadascuna orientada cap a un punt cardinal. Les torres sud i est, que emmarquen la façana principal -cap a la catedral de Milà-, tenen una forma cilíndrica, mentre que les altres dues, que emmarquen la façana posterior al parc, són conegudes com la Falconiera al nord i la Castellana cap a l'oest. Tot el perímetre continua envoltat per l'antic fossat, ara ja sense aigua.
La façana que es projecta cap al centre de la ciutat va ser construïda a mitjan segle xv, durant la reconstrucció ordenada pel duc Francesco. D'aquest període conserven el seu aspecte original les dues torres circulars laterals, cobertes amb pedres tallades de carreus en forma de diamant. Aquestes torres van ser utilitzades durant segles com a presons, i des de finals del segle xix com a cisternes de l'aqüeducte. Encara es conserven restes dels calabossos on van estar tancats els patriotes durant el Risorgimento. Els merlets medievals són el resultat de la restauració del segle XIX; de fet havien estat abatuts per poder col·locar els grans canons i artilleria que van ser hissats a la part superior de les torres i enfront de l'amenaça de la ciutat, en el temps en el qual el castell va albergar la guarnició austríaca, com es pot veure en pintures de l'època.

### Torre de Filarete

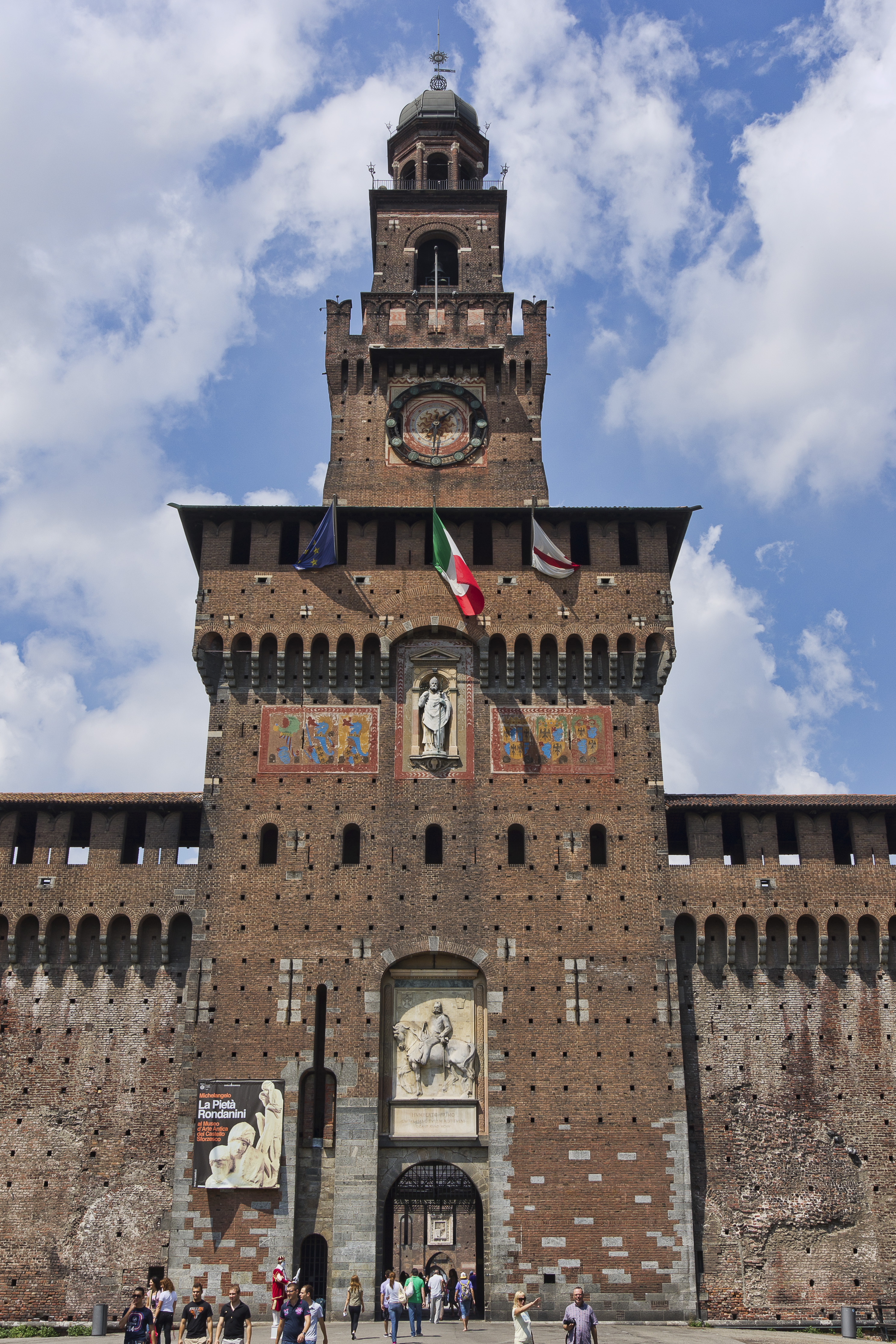
La Torre de Filarete

La torre central, la més alta del castell, que és on es troba l'entrada principal, es diu Torre de Filarete, porta el nom de l'arquitecte toscà a qui el duc Francesc I li va fer l'encàrrec de dissenyar-la. Va ser destruïda per una explosió a començaments del segle xvi, i reconstruïda en els primers anys del segle XX al mateix lloc que ocupava l'original. La reconstrucció va ser confiada a l'arquitecte Luca Beltrami, i es va realitzar a partir de representacions antigues que es van trobar fent de fons d'una pintura de la Mare de Déu amb l'Infant de l'escola de Leonardo, ara conservat a l'interior del castell, -Madonna Lia del pintor Francesco Napoletano- i d'un antic fresc present a la Cascina Pozzobonelli (Milà), així com en els exemples d'edificis contemporanis com la torre del Castell Sforzesco de Vigevano de Donato Bramante. De fet es repeteixen els elements de l'estructura d'aquest últim, malgrat estar construït amb diferents proporcions que li donen més solidesa.
La poderosa forma massissa que constitueix la seva base de planta quadrada s'eleva per damunt dels murs laterals de la façana. Està coronada per una sèrie de  matacans que encaixen en una «galeria en voladís» sobre uns permòdols de pedra. Des d'aquest cos, cobert per un sostre, s'eleva un segon pis de mida més petita, acabant amb merlets, en el qual Beltrami va disposar un rellotge en el centre, amb les armes de la família de Joan Galeàs Sforza, primer duc de Milà. Segueix un tercer cos, sempre de mida inferior i amb planta quadrangular, amb un arc de mig punt que s'obre en el centre de cada costat, dintre d'aquest cos es troben les campanes. Per damunt es va construir una lògia octogonal amb cúpula arrodonida.
La torre està decorada per damunt de l'arc d'entrada, amb un baix relleu en marbre amb la representació del rei Humbert I d'Itàlia a cavall, -el rei que va ser assassinat al palau de Monza el 1900-, al qual es va dedicar la torre el dia de la inauguració de la seva restauració, tres anys més tard. Per damunt d'aquest relleu es troba una escultura de sant Ambròs -bisbe de Milà- amb la seva iconografia tradicional vestidura d'arquebisbe i el fuet, flanquejat per sis escuts d'armes dels ducs de Milà de la dinastia Sforza: Francesco I, Galeàs Maria Sforza, Joan Galeàs Sforza, Ludovico Sforza, Maximilià Sforza i Francesc II Sforza.

### Façana posterior i la Ponticella di Ludovico il Moro

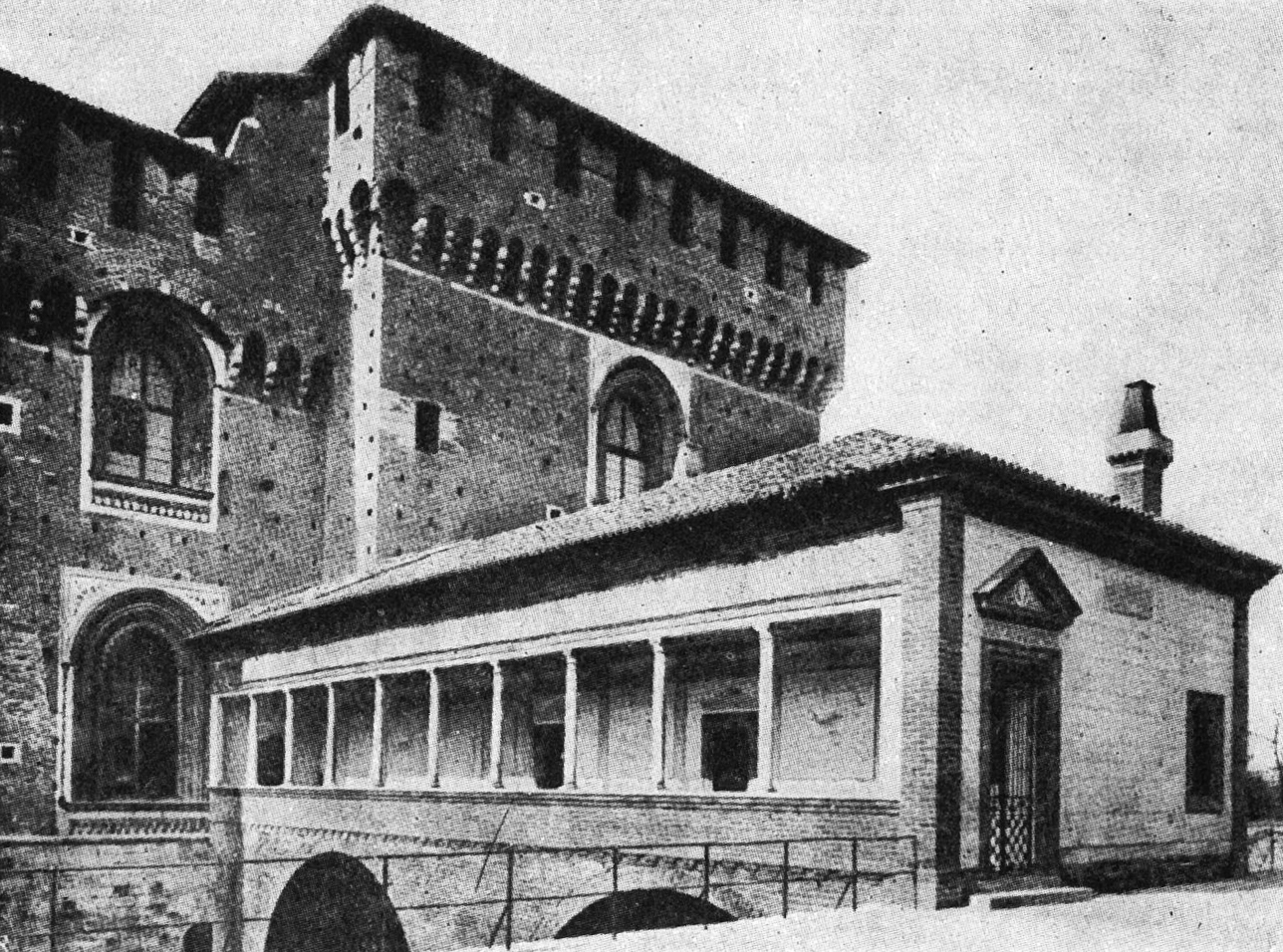
«Ponticella di Ludovico il Moro», atribuïda a Donato Bramante.

La façana posterior és la més antiga, amb els edificis del segle xiv erigits per Joan Galeàs Visconti. Està dividida en dos per la «Porta del Barco» com es deia la zona boscosa, que avui ocupa el Parc Sempione, usada com un vedat de caça.
Al costat dret del Castell s'obre la porta «Carmini», una mica més enrere es troba l'anomenat «Ponticella di Ludovico il Moro», una estructura de pont que connectava els apartaments ducals amb els murs exteriors -ara desapareguts-. Les seves línies exteriors, de puresa geomètrica i gràcia renaixentista, destaquen de la resta de l'edifici. El seu projecte s'atribueix a Donato Bramante, que era en la cort de Ludovico il Moro des de finals dels anys setanta del segle xv. La seva façana principal està formada per una llarga galeria que ocupa tota la longitud, amb un entaulament recolzat en esveltes columnes de pedra llisa. A les cambres d'aquest pont, segons diuen les cròniques de l'època, es va recloure Ludovico per guardar el dol per la seva esposa Beatriu d'Est, nomenades per aquest motiu com "Salette Nere".

### La Cort Ducal

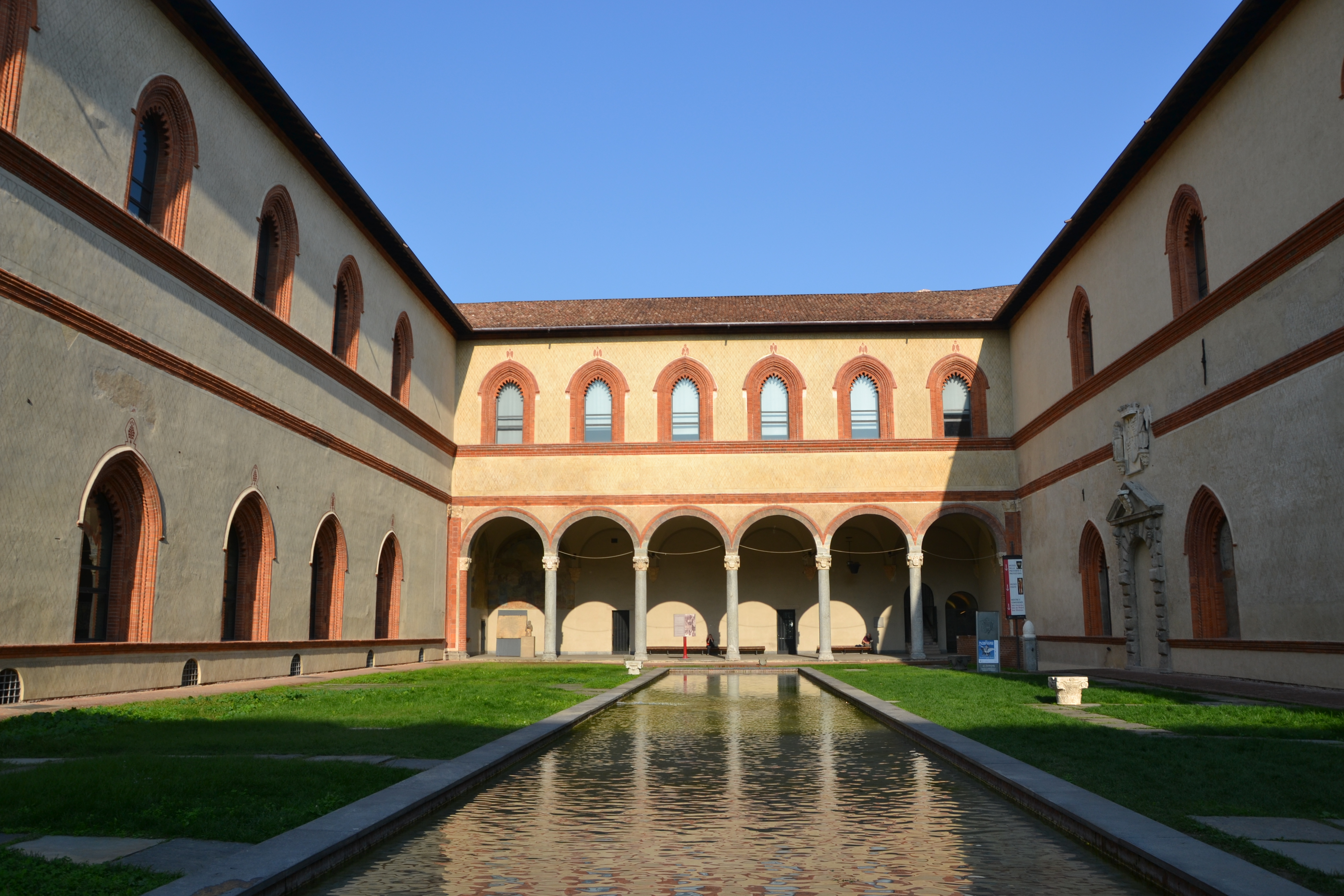
Cort Ducal

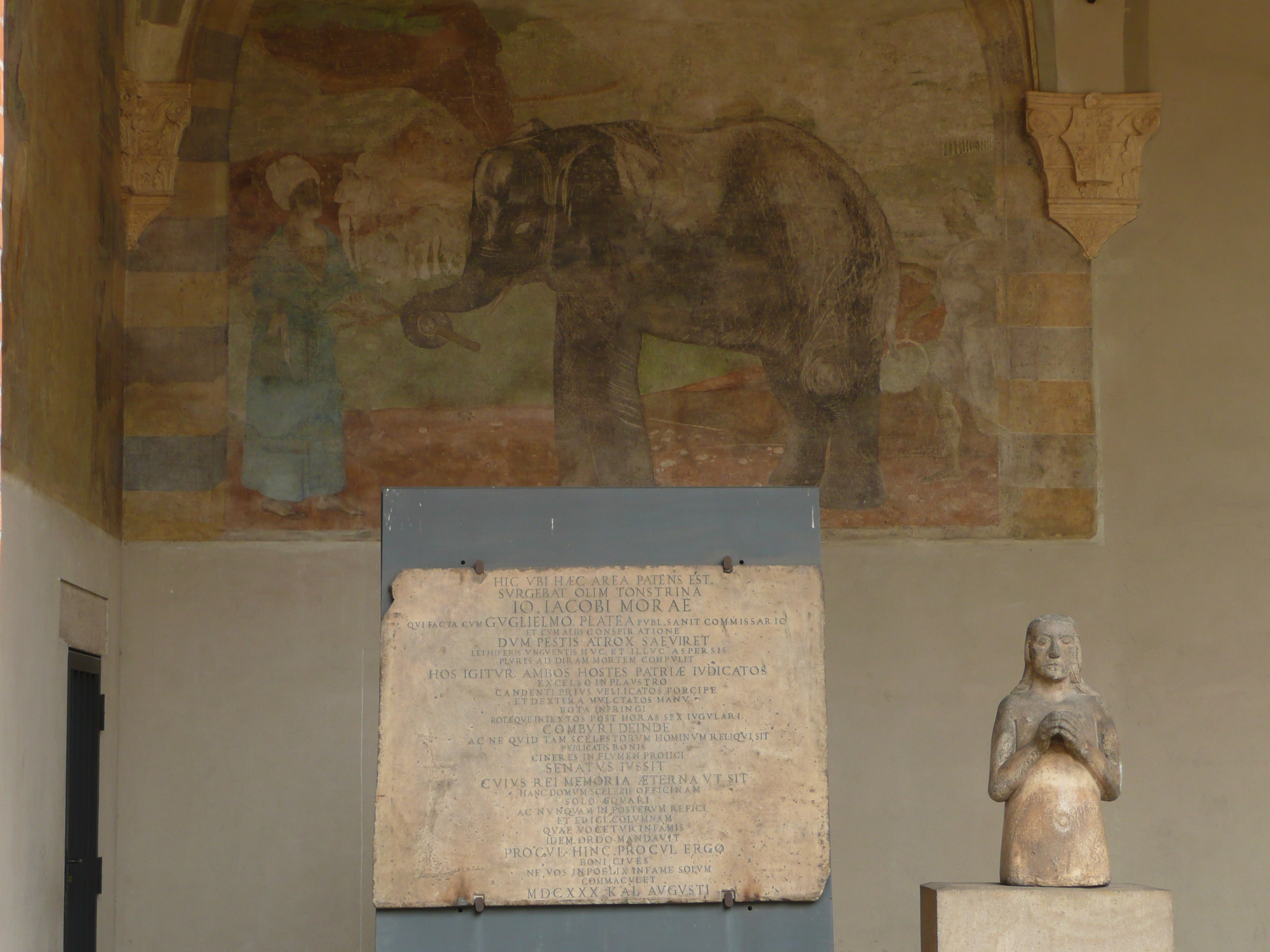
Fresc de l'Elefant

Els apartaments dels ducs i el focus de la vida de la cort durant el renaixement estaven situats en el que ara s'anomena la Cort Ducal. La cort té forma d'U, i ocupa la zona nord del Castell. Va ser construït i decorat en la segona meitat del segle xv principalment per Galeàs Maria Sforza, que va venir a residir després del seu matrimoni amb Bonna de Savoia el 1468 fins a la seva mort, i Ludovico il Moro, que va viure allà durant els vint anys del seu ducat. Encara que danyat i alterat als successius quatre segles en què va ser convertit en caserna, les restauracions del segle xix van reconstruir l'aspecte i les decoracions renaixentistes. Els dos llargs costats del pati estan coberts amb decoració d'esgrafiats i consta de dos pisos amb finestres ogivals emmarcades amb decoració de maons.
La paret del fons està ocupat per l'anomenat Pòrtic de l'Elefant, suportat per columnes de pedra que alberga un fresc pàl·lid d'animals exòtics, incloent un lleó i, sens dubte, un elefant. Al porxo es troba la placa, en caràcters llatins, que es va situar davant de la «columna infame» -a l'actual Piazza Vetra-, construïda el 1630 i demolida el 1778. La columna va ser erigida en el lloc que ocupava la casa de Gian Giacomo Mora, injustament acusat de propagar la plaga de la pesta, i per aquesta raó torturat, executat i derruïda la seva casa, com va ser descrit per Alessandro Manzoni a la seva Història de la columna infame.
L'accés al segon pis es realitza per una escala col·locada al costat de la porta del «Barco», construïda en petites rampes perquè pugui ser recorreguda a cavall, que condueix la Lògia de Galeàs Maria, un elegant pòrtic sobre columnes esveltes, obert sobre la Cort Ducal. A la paret que divideix la Cort Ducal de la «Rocchetta», n'hi ha una petita font d'estil renaixentista decorada amb emblemes dels Sforza i els Visconti.

### La Rocchetta

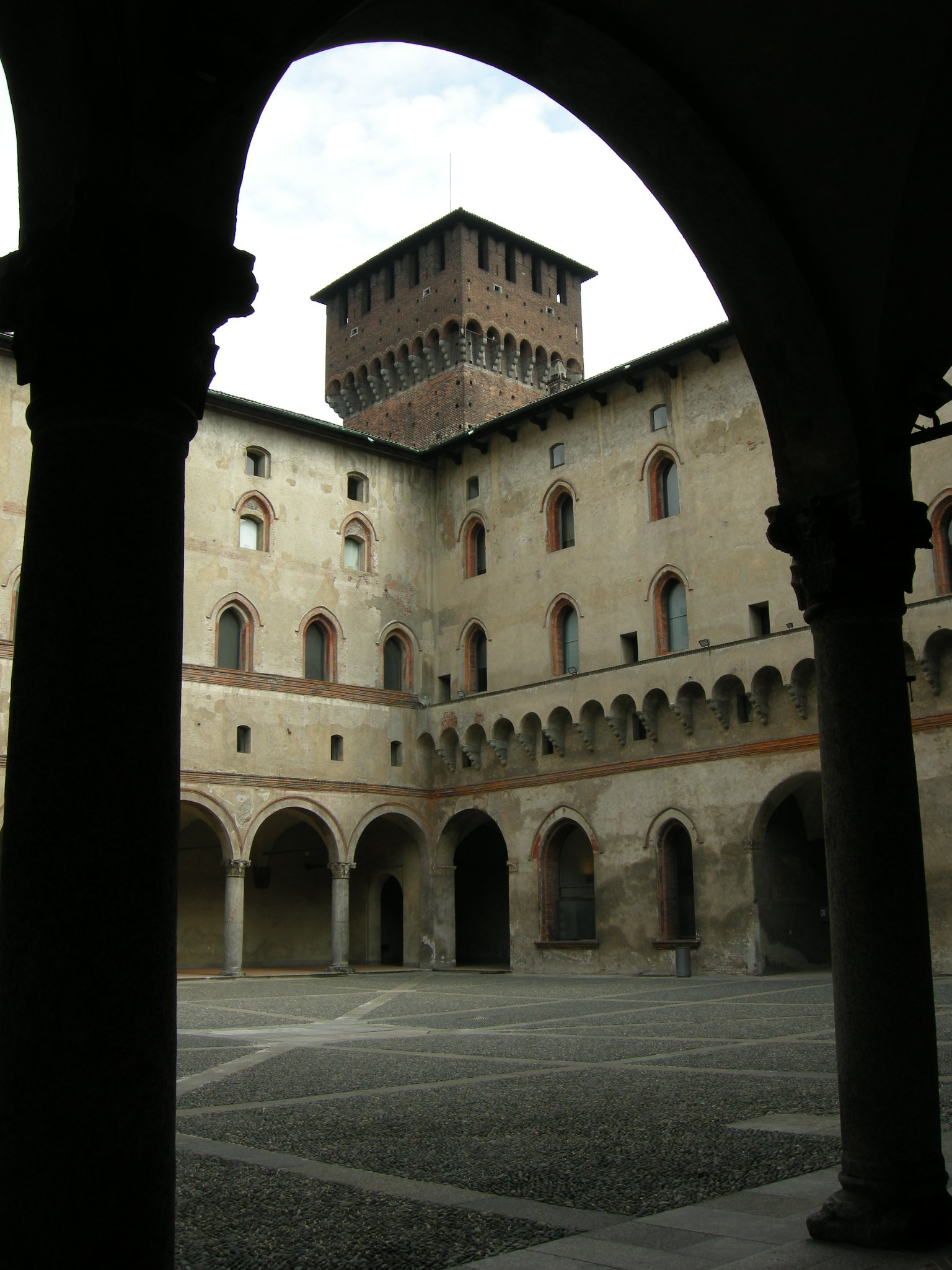
Interior de la Rocchetta amb la Torre de Bona de Savoia

Al costat oposat a la Cort Ducal, es troba la Rocchetta, la part del castell més inexpugnable, en la que els Sforza es refugiaven en cas d'atac. Consta d'un pati quadrat, amb una alçada de cinc plantes per cada costat. Originàriament tenia una sola entrada, que ho constituïa un pont llevadís que creuava el fossat -Fossato Morto- permetent l'accés. El pas estret a la Cort Ducal va ser obert més tard. Els quatre costats de la construcció no són uniformes ni en estil ni en la decoració. Un gran porxo es troba a la planta baixa suportat per columnes de pedra que formen arcs de mig punt, mentre que per sobre s'eleven tres files de finestres: una primera de petites obertures rectangulars, seguida per una altra d'obertures relativament grans d'ogiva i una darrera de finestretes de petita escala, entre elles hi ha cornises de maó. Les dues ales últimes van ser afegides a l'època de Ludovico il Moro, presenten diferents perspectives: el costat que dona a la Cort Ducal, també porticat, té quatre ordres d'obertures, mentre que el costat que dona a la plaça d'armes, sense porxo, es caracteritza per una banda d'arcs sostinguts per mènsules de pedra. Les recents reformes han posat al descobert les façanes originals de guix decorades, i pintures al fresc que simulen obertures amb decoracions arquitectòniques.
La Rocchetta està defensada per dues torres: La torre de Bona de Savoia, entre la Rocchetta i la plaça d'armes, i la torre del Tresor o Castellana, a la cantonada oest del castell amb frescs, entre els quals destaca el Argo.

## Art i cultura

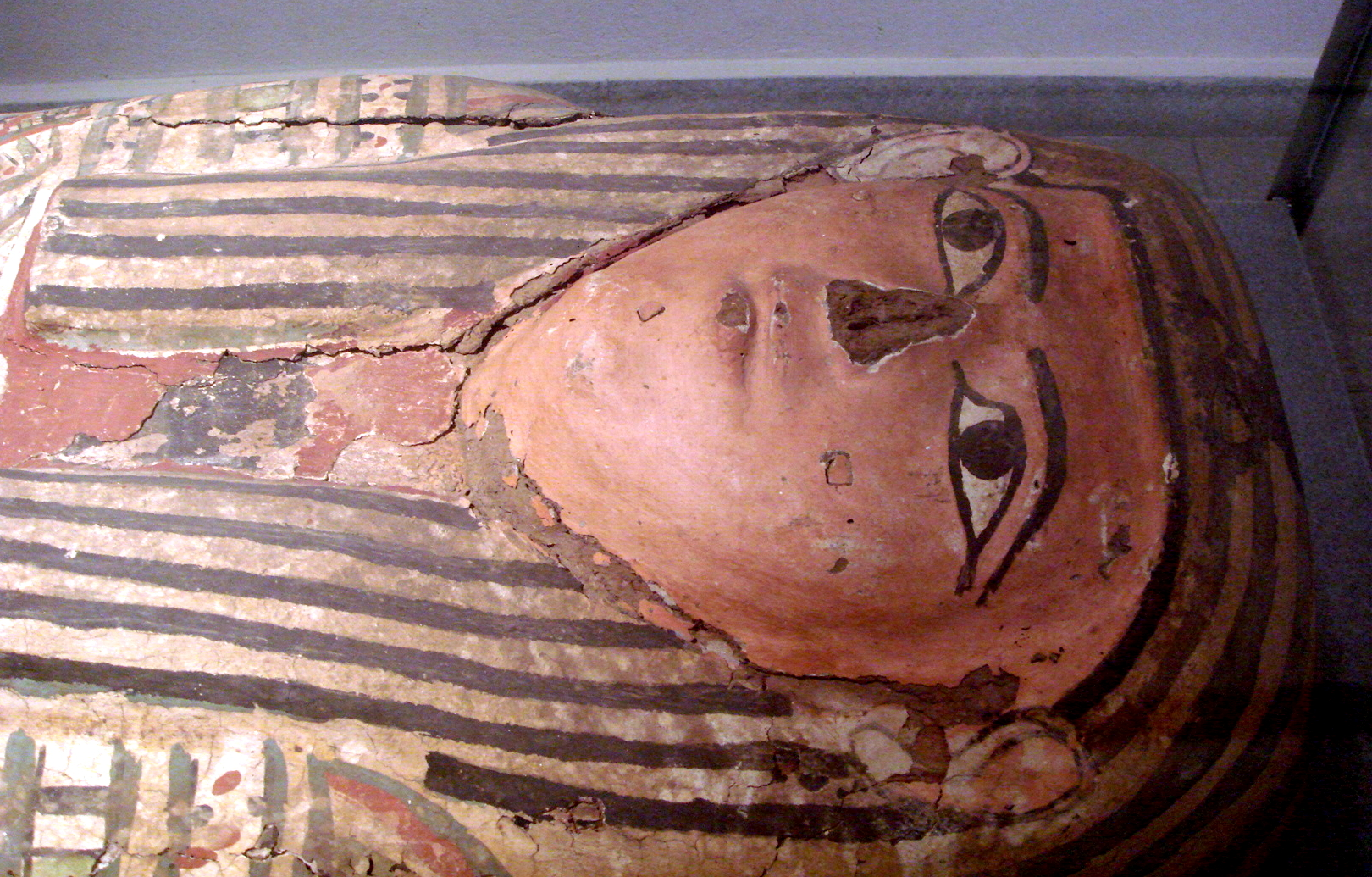
Detall d'una mòmia al Museu Egipci del castell

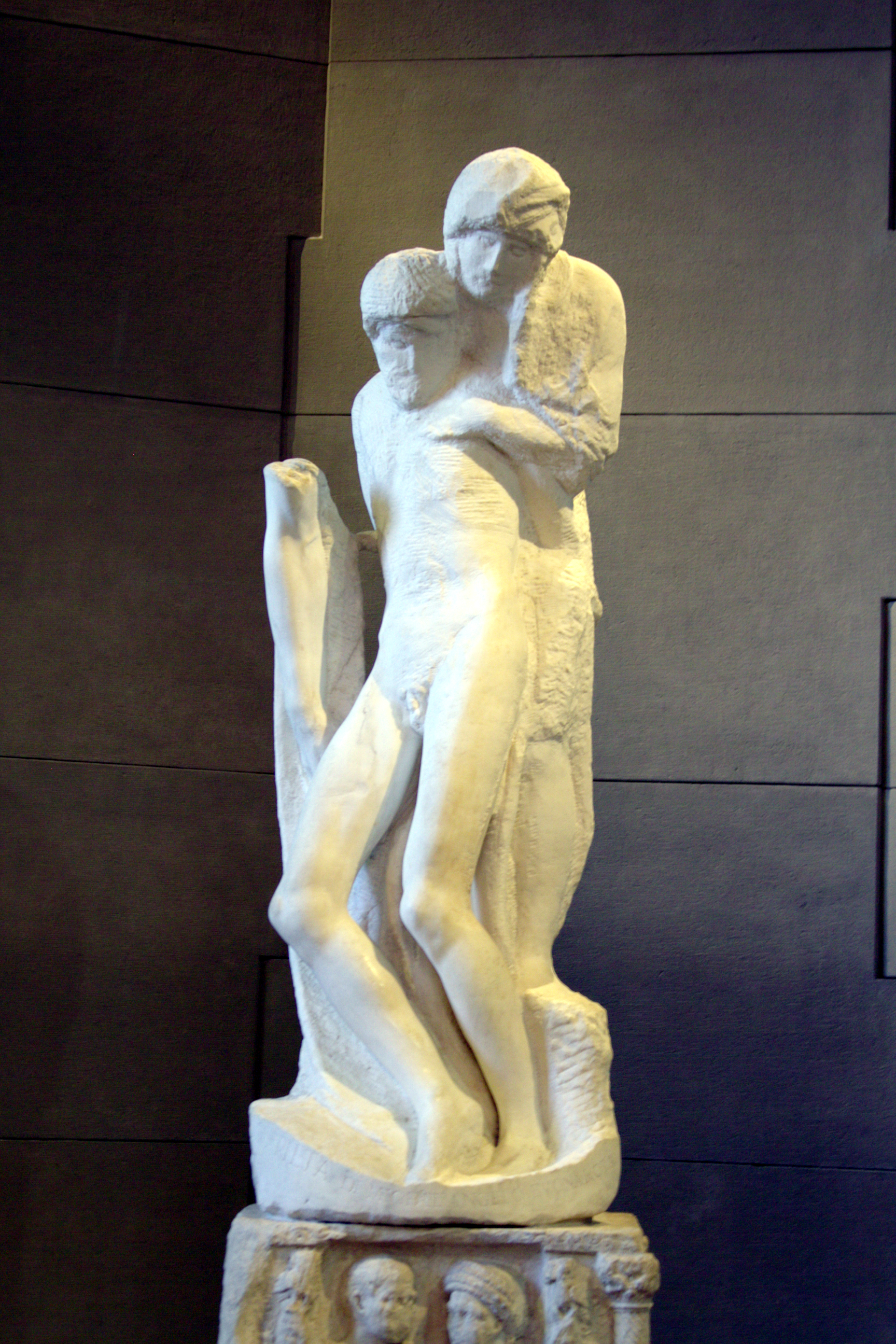
Pietat Rondanini de Miquel Àngel

El Castell Sforzeso allotja en el seu interior diverses sales que conformen museus temàtics:
- Pinacoteca del Castell Sforzesco: alberga una rica col·lecció de pintures, amb obres de Filippo Lippi, Antonello da Messina, Andrea Mantegna, Canaletto, Correggio, Tiepolo, Leone Leoni, Antonio Pisano.[22][23]
- Museu de la Prehistòria i una de les dues seus del Museu Arqueològic de Milá.[24]
- Museu Egipci: mostra escriptura egípcia, hieràtica i demòtica, un fragment del papir del Llibre dels morts, esteles funeràries en fusta i pedra i una gran sèrie de petites estàtues de déus egípcies, entre altres nombroses obres.[25]
- Museu d'Art Antiga: entre altres obres es conserva el manuscrit del Còdex Trivulzianus de Leonardo da Vinci l'última escultura realitzada per Michelangelo, la Pietat Rondanini; també conté l'armeria, la sala de tapissos i alguns monuments funeraris.[26]
- Museu d'instruments musicals: al primer pis de la Rocchetta.[27]
- Museu del moble: al segón pis de la Rocchetta, consta de mobles antics i obras en fusta tallada.
- Col·lecció d'Arts Aplicades. Mostra objetes de ceràmica, porcellana, orfebreria, d'ivori.[28][27]
- Raccolte extraeuropee del Castello Sforzesco. Mostra obres arqueològiques i etnogràfiques dels continents d'Amèrica, Àfrica i l'Àsia.[29]
- Rivellino del Santo Spirito: excursió entre les teulades i passatges coberts dels murs exteriors del castell.[30]
- Arxiu Històric i Biblioteca Cívica Trivulziana.
- Biblioteca d'Art del Castell Sforzesco.
- Col·lecció de Gravats Achille Bertarelli. La col·lecció consta de més d'un milió d'obres. Va ser començada, gràcies a la donació de la col·lecció particular del milanès Achille Bertarelli que va constar de 300.000 documents.[31]

L'any 2012 s'han descobert en el castell dotzenes d'esbossos i pintures atribuïbles a Michelangelo Merisi, conegut com a Caravaggio. Es creu que les obres es remunten a l'etapa en la qual Caravaggio estudiava a Milà. Antonio Paolucci, director dels Museus Vaticans, va afirmar que dubta que les obres siguin de Caravaggio, el gran mestre de la pintura barroca.
Durant el 2013 es van descobrir 6 dibuixos inèdits de Leonardo da Vinci que van estar ocults durant segles sota diverses capes de guix.